# HD195991
HD195991 — хімічно пекулярна зоря спектрального класу A6, що має видиму зоряну величину в смузі V приблизно  8,9.
Вона  розташована на відстані близько 982,4 світлових років від Сонця.